# احتشام‌الدوله
احتشام الدوله  از سیاستمداران ایرانی بود، که در دوره چهارم بعنوان نماینده شوشتر در مجلس شورای ملی حضور داشت.